# Il corvo (serie televisiva)
Il corvo (The Crow: Stairway to Heaven) è una serie televisiva canadese, ispirata ai personaggi del fumetto di James O'Barr Il corvo, che è stata trasmessa per la prima volta in Canada a cavallo fra il 1998 e il 1999 e in Italia nel 2003.

## Episodi
| Stagione       | Episodi | Prima TV Canada | Prima TV Italia |
| -------------- | ------- | --------------- | --------------- |
| Prima stagione | 22      | 1998-1999       | 2003            |

## DVD
1. Il corvo: La resurrezione (Episodio 1 "Anime senza pace"; Episodio 2 "Il patto del serpente")
2. Il corvo: La forza oscura (Episodio 16 "La forza oscura"; Episodio 20 "Il padre scomparso")
3. Il corvo: La morte del Corvo - Talon: La donna Corvo (Episodio 13 "Incredibile verità"; Episodio 14 "Il corso del destino"; Episodio 15 "Inutile vendetta"; Episodio 19 "La strada mai scelta")
4. Il corvo: Crow vs. Crow (Episodio 17 "La resurrezione di Lazzaro"; Episodio 22 "Omicidi con esca")

La serie televisiva The Crow: Stairway to Heaven nel Regno Unito è uscita completa in una box contenente 5 DVD.